# Limnomys
Limnomys är ett släkte i familjen råttdjur med två arter som förekommer i Filippinerna.
Båda arter lever i bergstrakter på ön Mindanao. De vistas i regioner som ligger 2000 till 2800 meter över havet. Området är täckt av fuktig skog.
- Limnomys bryophilus hittades i bergstrakten Kitanglad (röd punkt på kartan) och det antas att den även förekommer vid andra berg.
- Limnomys sibuanus förekommer i samma bergstrakt och vid vulkanerna Mount Apo och Mount Malindang (gröna punkter).

Två upphittade honor var ungefär 13 cm långa (huvud och bål) och hade en cirka 15 cm lång svans. Den täta pälsen bildas på ryggen av bruna hår med svarta spetsar och undersidan är krämvit. Öronen och svansen är ännu mörkare brun.
Arterna är nära släkt med vanliga råttor (Rattus) och de listas därför i Rattus-gruppen inom underfamiljen Murinae.
Båda arter listas av IUCN som livskraftig (LC).